# Chisato Okai
Chisato Okai (岡井千聖; Saitama; 21 de junho de 1994), é uma cantora e atriz japonesa. É popularmente conhecida por ter sido integrante do grupo feminino Cute, formado através do programa Hello! Project em 2006.

## Carreira
Em 2002, Chisato Okai passou na audição do Hello Project Kids. Em 2004, Chisato foi inicialmente selecionada para estrear como integrante do grupo Berryz Kobo, mas a ideia foi descartada logo depois. No mesmo ano, sua irmã Asuna Okai se tornou integrante do Hello! Pro Egg. No final de 2006, as garotas restantes formaram do grupo Cute, com a estreia agendada para fevereiro de 2007. Pouco depois em setembro de 2007, Okai se tornou integrante da unidade Athena & Robikerottsu ao lado de Risa Niigaki, Aika Mitsui e Saki Nakajima. Elas cantaram a abertura do anime Robby & Kerobby. A unidade foi particalmente dissolvida em março de 2008, entrando em uma pausa indefinida. Em 2009, Chisato se tornou integrante oficial da nova unidade Tanpopo, composta por Eri Kamei, Yurina Kumai e Aika Mitsui.
Em 9 de novembro de 2010, um vídeo individual de Chisato, na qual ela aparece realizando a coreografia de Dance de Bakōn, single de Cute, foi publicado no YouTube. O vídeo recebeu mais de cem mil visualizações em menos de dois dias após o lançamento, e recebeu mais de um milhão de visualizações em maio de 2011. Após o sucesso do vídeo, Chisato recebeu mais vídeos dela realizando a coreografia de diversos singles, incluindo uma versão cover de Love Namidaro, lançado originalmente pela cantora Aya Matsuura, que foi lançado no iTunes em 27 de fevereiro como primeiro single digital de Chisato. Ela realizou seu primeiro evento solo ao vivo intitulado Chisato Okai (Cute) Solo Live 2011 Vol.1: Kaisha de Odotte Mita!! em 25 de janeiro de 2011 no Pacific Heaven. Um CD de Chisato foi vendido no local do evento, que consiste em diversos covers de Chisato, incluindo Romantic Ukare Mode de Miki Fujimoto.
Em agosto de 2016, foi revelado o fim do grupo Cute que estava programado para junho de 2017. Chisato Okai manifestou seu interesse em se tornar uma apresentadora em programas de variedades.

## Discografia

### Singles
| Título                                        | Ano  | Melhor posição nad paradas | Vendad | Álbum          |
| Título                                        | Ano  | JPN                        | Vendad | Álbum          |
| --------------------------------------------- | ---- | -------------------------- | ------ | -------------- |
| "Love Namidairo"                              | 2010 | —                          | —      | Digital single |
| "Egao ni Namida (Thank You! Dear My Friends)" | 2010 | —                          | —      | Digital single |
| "Manatsu no Kōsen"                            | 2010 | —                          | —      | Digital single |
| "Romantic Ukare Mode"                         | 2011 | —                          | —      | Indie single   |
| "Furusato"                                    | 2011 | —                          | —      | Digital single |
| "Oolong High no Onna"                         | 2017 | —                          | —      | Digital single |

### Álbuns digitais
- Okai Chisato Solo Collection Vol. 2 (2012)

### Outras canções solos
- Tokai no Neon ga Odoroku Kurai no Utsukushisa ga Hoshii ([都会のネオンが驚くくらいの美しさがほしい] Erro: {{japonês}}: o texto tem marcação itálica (ajuda)) (2 de fevereiro de 2012)
- Kimi wa Jitensha Watashi wa Densha de Kitaku ([君は自転車　私は電車で帰宅] Erro: {{japonês}}: o texto tem marcação itálica (ajuda)) (Cute cover) (18 de abril de 2012)
- Kanashiki Heaven (Okai Part Version) ([悲しきヘブン] Erro: {{japonês}}: o texto tem marcação itálica (ajuda)) (18 de abril de 2013)

## Filmografia

### Filmes
- Koinu Dan no Monogatari (仔犬ダンの物語, "Puppy Dan's Story") (14 de dezembro de 2002)
- Hotaru no Hoshi (ほたるの星) (5 de junho de 2004)
- Ōsama Game (王様ゲーム) (December 17, 2011) as Kaori Maruoka
- Gomennasai (ゴメンナサイ) (2011)

### Dramas
- Tokusō Shirei! Aichi Police (特捜指令！アイチ★ポリス) (2011) como Mai
- Sūgaku♥Joshi Gakuen (数学♥女子学園) (2012)

### Shows de televisão
- Hello! Morning (ハロー! モーニング) (2002–2007)
- Haromoni@ (ハロモニ@) (2007–2008)
- Berikyǖ! (ベリキュー!) (2008)
- Yorosen! (よろセン!) (2008–2009)
- Bijo Gaku (美女学) (2010–2011)
- Hello Pro! Time (ハロプロ！ＴＩＭＥ) (2011–2012)
- Hello! Satoyama Life (ハロー！ＳＡＴＯＹＡＭＡライフ) (2012–2013)
- GOGO! Smile! (ゴゴスマ) (2013–?)

#### Outros
- 54th NHK Kōhaku Uta Gassen — Dançarina dr apoio para Aya Matsuura (31 de dezembro de 2003)

### Teatro
- 34 Chōme no Kiseki-HERE'S LOVE- (34丁目の奇跡 -HERE'S LOVE-, "Miracle on 34th Street: Here's Love") (27 de novembro — 28 de dezembro de 2004)
- 1974 (Ikunayo) (1974(イクナヨ)) (17 dr março de 2011)
- Stronger (ストロンガー) (2012)
- Theater in The Round (青山円形劇場) (2012)
- Sakura no Hanataba (さくらの花束) (2013) como Mei Koyamada

### Eventos solos
- Chisato Okai (Cute) Solo Live 2011 Vol.1: Kaisha de Odotte Mita!! (岡井千聖（℃-ute）Solo Live 2011 Vol.1〜会社で踊ってみた!!〜, "... Dance Covers at Work!!") (25 de janeiro de 2011)
- Chisato Okai (Cute) Solo Live 2011 Vol.2: Hanzōmon de Odotte Mita!! (岡井千聖（℃-ute）Solo Live 2011 Vol.2〜半蔵門で踊ってみた!!〜, "... Dance Covers at Hanzōmon!!") (13 de fevereiro de 2011)

### YouTube
- Dance de Bakon
- Ōkina Ai de Motenashite
- Forever Love
- Massara Blue Jeans
- Love Namidairo
- Yume Miru 15

### Photobooks digitais
- Alo-Hello! C-ute (Chisa Version) (アロハロ！℃-ute)) (5 de outubro de 2010)
- Cutest (Chisa Version) (6 de março de 2012)
- Alo-Hello! C-ute 2012  (Chisa Version) (アロハロ！℃-ute 2012)) (22 de outubro de 2012)

### DVDs solos
| Número | Título            | Data de lançamento     |
| ------ | ----------------- | ---------------------- |
| 1      | Chissā (ちっさー) | 24 de dezembro de 2010 |
| 2      | IMP. GIRL         | 9 de dezembro de 2011  |